# Jonê

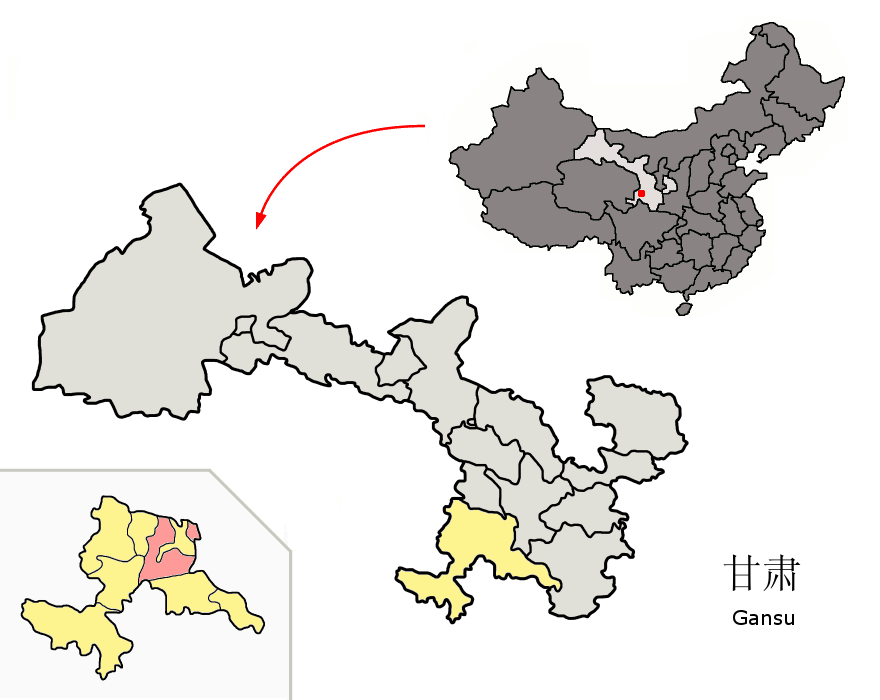
Localización del condado de Jonê dentro de la provincia de Gansu.

Jonê (en tibetano: ཅོ་ནེ་རྫོང་།, Transliteración Wylie Cho-ne, en chino:卓尼县, pinyin: Zhuōní Xiàn, también conocida por el nombre chino de Zhuoni) es un condado bajo la administración directa de la prefectura autónoma de Gannan tibetana, provincia de Gansu, República Popular China. Se ubica en las orillas del Río Tao. Su área es de 4.954 km² y su población es de 100.000 habitantes, la capital es la ciudad de Jonê.

## Administración
El condado de Jonê se divide en 1 poblado y 16 aldeas.
- Poblado Liulin 柳林镇
- Aldea Nalang 纳浪乡
- Aldea Mu'er 木耳乡
- Aldea Daqi 大族乡
- Aldea Lache 卡车乡
- Aldea Zhagulu 扎古录乡
- Aldea Daogao 刀告乡
- Aldea Niba 尼巴乡
- Aldea Wanmao 完冒乡
- Aldea Azitan 阿子滩乡
- Aldea Shencang 申藏乡
- Aldea Qiagai 恰盖乡
- Aldea Kangduo 康多乡
- Aldea Shaowa Tu 勺哇土族乡
- Aldea Taoyan 洮砚乡
- Aldea Bolin 柏林乡
- Aldea Cangbaqi 藏巴畦乡

## Clima
Debido a su posición geográfica, los patrones climáticos en la siguiente tabla son los mismos de Gannan tibetana.
| Parámetros climáticos promedio de Jonê (1971−2000) | Parámetros climáticos promedio de Jonê (1971−2000) | Parámetros climáticos promedio de Jonê (1971−2000) | Parámetros climáticos promedio de Jonê (1971−2000) | Parámetros climáticos promedio de Jonê (1971−2000) | Parámetros climáticos promedio de Jonê (1971−2000) | Parámetros climáticos promedio de Jonê (1971−2000) | Parámetros climáticos promedio de Jonê (1971−2000) | Parámetros climáticos promedio de Jonê (1971−2000) | Parámetros climáticos promedio de Jonê (1971−2000) | Parámetros climáticos promedio de Jonê (1971−2000) | Parámetros climáticos promedio de Jonê (1971−2000) | Parámetros climáticos promedio de Jonê (1971−2000) | Parámetros climáticos promedio de Jonê (1971−2000) |
| Mes                                                | Ene.                                               | Feb.                                               | Mar.                                               | Abr.                                               | May.                                               | Jun.                                               | Jul.                                               | Ago.                                               | Sep.                                               | Oct.                                               | Nov.                                               | Dic.                                               | Anual                                              |
| -------------------------------------------------- | -------------------------------------------------- | -------------------------------------------------- | -------------------------------------------------- | -------------------------------------------------- | -------------------------------------------------- | -------------------------------------------------- | -------------------------------------------------- | -------------------------------------------------- | -------------------------------------------------- | -------------------------------------------------- | -------------------------------------------------- | -------------------------------------------------- | -------------------------------------------------- |
| Temp. máx. media (°C)                              | 1.1                                                | 3.2                                                | 7.1                                                | 11.8                                               | 15.1                                               | 17.5                                               | 19.8                                               | 19.6                                               | 15.4                                               | 10.9                                               | 6.5                                                | 2.9                                                | 10.9                                               |
| Temp. mín. media (°C)                              | −17.7                                              | −13.9                                              | −7.5                                               | −2.7                                               | 1.5                                                | 5.0                                                | 7.2                                                | 6.6                                                | 3.6                                                | −1.7                                               | −9.2                                               | −15.7                                              | -3.7                                               |
| Precipitación total (mm)                           | 3.3                                                | 6.0                                                | 18.2                                               | 30.9                                               | 67.1                                               | 79.0                                               | 110.3                                              | 104.7                                              | 66.4                                               | 37.6                                               | 6.3                                                | 1.7                                                | 531.5                                              |
| Días de precipitaciones (≥ 1 mm)                   | 4.8                                                | 5.8                                                | 11.1                                               | 11.9                                               | 15.9                                               | 18.7                                               | 19.1                                               | 17.8                                               | 16.8                                               | 11.3                                               | 4.2                                                | 2.9                                                | 140.3                                              |
| Horas de sol                                       | 205.1                                              | 189.0                                              | 196.0                                              | 206.8                                              | 204.1                                              | 189.3                                              | 204.9                                              | 206.4                                              | 162.3                                              | 180.7                                              | 209.9                                              | 215.5                                              | 2370.0                                             |
| Humedad relativa (%)                               | 49                                                 | 51                                                 | 59                                                 | 62                                                 | 66                                                 | 71                                                 | 75                                                 | 76                                                 | 77                                                 | 73                                                 | 62                                                 | 51                                                 | 64.3                                               |
| Fuente: 中国气象局                                 |                                                    |                                                    |                                                    |                                                    |                                                    |                                                    |                                                    |                                                    |                                                    |                                                    |                                                    |                                                    |                                                    |